# Jászapáti - jászkiséri szikesek
Jászapáti - jászkiséri szikesek este o arie protejată (arie specială de conservare — SAC, sit de importanță comunitară — SCI) din Ungaria întinsă pe o suprafață de 1.781,24 ha, integral pe uscat.

## Localizare
Centrul sitului Jászapáti - jászkiséri szikesek este situat la coordonatele 47°30′13″N 20°10′25″E / 47.503611°N 20.173611°E.

## Înființare
Situl Jászapáti - jászkiséri szikesek a fost declarat sit de importanță comunitară în mai 2004 pentru a proteja 1 specie de plante și 6 specii de animale. Situl a fost protejat și ca arie specială de conservare în februarie 2010.

## Biodiversitate
Situată în ecoregiunea panonică, aria protejată conține 2 habitate naturale: Pajiști stepice panonice pe loess, Stepe și mlaștini sărate panonice.
La baza desemnării sitului se află mai multe specii protejate:
- plante (1): Cirsium brachycephalum
- amfibieni (2): buhai de baltă cu burta roșie (Bombina bombina), triton cu creastă dobrogean (Triturus dobrogicus)
- mamifere (1): dihor de stepă (Mustela eversmanii)
- nevertebrate (3): Cucujus cinnaberinus, Gortyna borelii lunata, rădașcă (Lucanus cervus)